# Le Toboggan de la mort
Pour plus de détails, voir Fiche technique et Distribution.
Le Toboggan de la mort ou Les Montagnes russes au Québec (Rollercoaster) est un film américain réalisé par James Goldstone et sorti en 1977.

## Synopsis
Harry Calder est un contrôleur chargé de vérifier le bon fonctionnement des manèges dans des parcs d'attractions. Lorsqu'un accident mortel survient sur des montagnes russes qu'il avait récemment inspectées, il est interrogé par la police. Persuadé que ce n'est pas un accident, Calder se rend à Chicago lorsqu'il apprend que les patrons des cinq plus grandes compagnies de parcs de loisirs ont décidé de se réunir d'urgence à l'hôtel Hyatt Regency (en). Ensemble, ils écoutent une cassette sur laquelle un homme exige un million de dollars, sans quoi d'autres parcs d'attractions seront visés.

## Fiche technique
- Titre français : Le Toboggan de la mort
- Titre québécois : Les Montagnes russes
- Titre original : Rollercoaster
- Réalisation : James Goldstone
- Scénario : Richard Levinson et William Link, d'après une histoire originale de Tommy Cook
- Production : Jennings Lang (en)
- Musique : Lalo Schifrin
- Photographie : David M. Walsh
- Montage : Edward A. Biery (en) et Richard M. Sprague
- Pays d'origine :  États-Unis
- Langue : anglais
- Genre : catastrophe, thriller
- Durée : 119 minutes
- Dates de sortie :
  - États-Unis : 10 juin 1977 (première à New York), 17 juin 1977 (sortie nationale)
  - France : 28 décembre 1977

## Distribution
- George Segal (VF : Dominique Paturel) : Harry Calder
- Richard Widmark (VF : Marc Cassot) : Agent Hoyt
- Timothy Bottoms (VF : Roger Crouzet) : le jeune homme
- Henry Fonda (VF : François Chaumette) : Simon Davenport, le patron de Harry
- Harry Guardino (VF : Jacques Richard) : Keefer
- Susan Strasberg (VF : Sylvie Feit) : Fran, l'ex-femme de Harry
- Helen Hunt (VF : Séverine Ziegler) : Tracy Calder, la fille de Harry
- Dorothy Tristan (VF : Marion Loran) : Helen
- Harry Davis (VF : Henri Labussière) : Benny Neilson
- Stephen Pearlman (VF : René Bériard) : Bert Lyons
- G.F. Rowe (VF : Francis Lax) : Wayne Moore
- Wayne Tippit : Christie, le capitaine de la police
- Michael Bell (VF : Jean-Pierre Moulin) : Chuck Demerest
- William Prince (VF : Georges Riquier) : Quinlan
- Richard Altman : Mandell
- Gloria Calomee (VF : Maïk Darah) : Jackie
- Monica Lewis : la mère touriste
- Dick Wesson : le père touriste
- Ava Readdy : la hippie
- Craig Wasson : le hippie
- Joe George : un garde
- Steve Guttenberg : le messager (non crédité)
- Les Sparks : eux-mêmes (non crédités)

## Commentaires
Le film a été tourné en partie au Kings Dominion, un parc d'attractions situé près de Richmond (Virginie), et au Ocean View Park, un autre parc de Virginie. Un marathon de montagnes russes fut organisé en 1977 sur le Rebel Yell de Kings Dominion (qui apparaît dans le film) afin de promouvoir la sortie du film. Trois des participants à ce marathon décidèrent de former une association, les American Coaster Enthusiasts, rassemblant les passionnés de montagnes russes.
Les montagnes russes où se déroulent le moment fort du film sont les Revolution du parc d'attractions Six Flags Magic Mountain situé à Valencia (Californie), ouvertes en 1976. Elles étaient les premières montagnes russes à comporter une boucle verticale à 360 degrés.
Il s'agit du troisième film à utiliser le procédé d'enregistrement Sensurround, après Tremblement de terre (1974) et La Bataille de Midway (1976). Il ne sera ensuite plus utilisé que pour le pilote de la série télévisée Galactica, diffusé en salles sous le nom de Galactica, la Bataille de l'espace.
Craig Wasson trouve ici son premier rôle, celui d'un hippie au parc d'attractions, sept ans avant d'avoir le rôle principal dans Body Double de Brian De Palma en 1984. C'est également le premier rôle de Steve Guttenberg qui interprète le jeune homme qui s'excuse d'apporter en retard les plans du Revolution. Enfin, Tracy Calder, la fille de Harry, est interprétée par la toute jeune Helen Hunt alors âgée de 14 ans et qui obtiendra plus tard l'Oscar de la meilleure actrice.
Le groupe des Sparks fait une apparition, trois ans après le projet inachevé du film Confusion de Jacques Tati dans lequel ils devaient tenir un rôle. Dans Le Toboggan de la mort, ils jouent sur scène dans le parc Six Flags Magic Mountain où est célébrée l'ouverture des nouvelles montagnes russes, Revolution, le jour de l'Indépendance. Ils interprètent en playback les chansons Big Boy et Fill'er Up de leur album Big Beat. Les applaudissements et l'ambiance sonore générale furent intégrés au mix final. On peut voir Ron Mael fracasser un tabouret sur le sol.
Un des premiers films interactifs fut Rollercoaster écrit en BASIC pour l'Apple II par David Lubar pour le compte de David H. Ahl, l'éditeur du magazine Creative Computing. Il s'agit d'un jeu d'aventure en mode texte capable de communiquer avec un lecteur Laserdisc afin de lancer des séquences de quelques secondes du film Le Toboggan de la mort illustrant l'action effectuée par le joueur. Le but du jeu est d'empêcher vos amis d'embarquer sur des montagnes russes avant qu'elles ne soient détruites. Le programme fut écrit en 1981 et publié dans le numéro 1 de janvier 1982 de Creative Computing, accompagné d'un article de David Lubar détaillant sa conception, d'un article de David H. Ahl affirmant que Rollercoaster est le premier hybride « film / jeu vidéo », et d'autres articles précisant le matériel requis afin de pouvoir y jouer.